# Albert Lucien Fichot
Pour les articles homonymes, voir Fichot.
Albert Lucien Fichot, né à Nevers, est un peintre français du XXe siècle.

## Biographie
Albert Lucien Fichot, né à Nevers, a exposé au Salon des Artistes Français en 1925.